# Sphaeriodesmus longitubus
Sphaeriodesmus longitubus är en mångfotingart som beskrevs av Loomis 1963. Sphaeriodesmus longitubus ingår i släktet Sphaeriodesmus och familjen Sphaeriodesmidae. Inga underarter finns listade i Catalogue of Life.